# Пфейфер, Дмитрий Николаевич
Дми́трий Никола́евич Пфе́йфер (1870—1914) — генерал-майор русской императорской армии; командир лейб-гвардии 2-го стрелкового полка, герой Первой мировой войны.

## Биография
Родился 28 марта (9 апреля) 1870 года в православной семье — сын генерал-майора Генерального штаба Николая Владимировича Пфейфера.
В 1890 году окончил Пажеский корпус с занесением имени на мраморную доску; был произведен из камер-пажей в подпоручики 3-й гвардейской гренадерской артиллерийской бригады с прикомандированием к лейб-гвардии 2-й артиллерийской бригаде; поручик с 1894 года.
В 1896 году окончил Николаевскую академию Генерального штаба по 1-му разряду и был произведён в штабс-капитаны гвардии с переименованием в капитаны Генерального штаба. По окончании академии состоял старшим адъютантом штаба 37-й пехотной дивизии (1898), обер-офицером для особых поручений при штабе Гвардейского корпуса (1898—1900), штаб-офицером для особых поручений при штабе 1-го армейского корпуса (1900—1902), при штабе войск Гвардии и Петербургского военного округа (1902—1903) и при Главнокомандующем войсками Гвардии и Петербургского Военного округа (1903—1905); подполковник с 1900 года, полковник с 1905 года.
В 1905—1910 годах состоял штаб-офицером при управлении Гвардейской стрелковой бригады; 4 июля 1910 года был назначен командиром 92-го пехотного Печорского полка.
С 19 января 1913 года был назначен командиром лейб-гвардии 2-го стрелкового Царскосельского полка с производством «за отличие по службе» в генерал-майоры.
В начале Первой мировой войны был убит снарядом — 26 августа (8 сентября) 1914 года. Посмертно удостоен ордена Святого Георгия 4-й степени.
За то, что лично из передовых цепей руководя, под сильнейшим неприятельским огнем, действиями вверенного ему полка в бою 26 авг. 1914 г., у ф. Калишаны-Камень и д. Войцехов, Люблинской губернии, он, воодушевляя полк своим примером самообладания и неустрашимости, двинул его в атаку на укрепленную и упорно защищавшуюся позиции австрийцев — высоту „82,8“, но сам погиб в это время смертью храбрых; результатом атаки были взятие полком важной позиции противника, много трофеев и пленных.
Похоронен на Царскосельском братском кладбище.

## Награды
- Орден Святого Станислава 3-й ст. (1898)
- Орден Святой Анны 3-й ст. (1901)
- Орден Святого Станислава 2-й ст. (1904)
- Орден Святой Анны 2-й ст. (1908)
- Орден Святого Владимира 4-й ст. (1911)
- Орден Святого Владимира 3-й ст. (1913)
- Орден Святого Георгия 4-й ст. (ПАФ 28.03.1917)